# 1885 w sztukach plastycznych
Wydarzenia w sztukach plastycznych i wizualnych w 1885 roku.

## Malarstwo
- Edgar Degas

Ukłon
- Vincent van Gogh

Popiersie chłopki w białym czepku (marzec, Neunen) – olej na płótnie na drewnie, 41x31,5 cm
Chłopka i chłop przy sadzeniu ziemniaków (kwiecień, Neunen) – olej na płótnie, 33x41 cm
Jedzący kartofle (kwiecień, Neunen) – olej na płótnie, 81x5x114,5 cm
Martwa natura z Biblią (październik, Neunen) – olej na płótnie, 65x78 cm
- Claude Monet

Barki w Étretat
- Auguste Renoir

W ogrodzie
- Alfred Sisley

Las w Fontainebleau
- Józef Chełmoński

Portret mężczyzny – olej na desce, 18x10 cm
Sielanka (Przed burzą) – olej na płótnie, 71x117 cm
- Julian Fałat

Na statku (Colombo, Ceylon) – akwarela na papierze, 26,7x38 cm
- Leon Wyczółkowski

Welon – olej na płótnie, 50x99 cm

## Zmarli
- 20 kwietnia – Richard Ansdell (ur. 1815), brytyjski malarz
- 3 maja – Bernardo Ferrándiz Bádenes (ur. 1835), hiszpański malarz
- 23 września – Carl Spitzweg (ur. 1808), niemiecki malarz i rysownik